# Crocidura lea
Crocidura lea is een spitsmuis uit het geslacht Crocidura die voorkomt in de regenwouden van Noordoost- en Midden-Celebes, van de laaglanden tot de bergen. Deze soort is verwant aan andere spitsmuizen uit Celebes (C. levicula, C. rhoditis, C. musseri en C. elongata).
Op C. levicula na is C. lea de kleinste spitsmuis van Celebes. Het is een kleine, donkere spitsmuis met donkere voeten, een lange, behaarde staart en kleine voeten. De kop-romplengte bedraagt 61 tot 64 mm, de staartlengte 53 tot 56 mm, de achtervoetlengte 12,1 tot 12,8 mm en het gewicht 4,6 tot 5,5 g.